# Najia Abeer
Najia Abeer, de son vrai nom Najia Benzeggouta, est une romancière algérienne née le 16 septembre 1948 à Constantine et morte le 21 octobre 2005 à Alger. Elle est surtout connue pour son premier ouvrage intitulé Constantine et les moineaux de la murette, dans lequel elle écrit sur sa ville natale.

## Biographie
Najia Abeer est née en 1948 à Constantine. Elle fait des études aux États-Unis et devient enseignante en littérature américaine en Algérie et au Moyen-Orient,.
Elle est également collaboratrice au supplément Arts et Lettres du journal El Watan.
Najia Abeer meurt à Alger le 21 octobre 2005.

## Carrière littéraire
En 2003, elle publie son premier roman Constantine et les moineaux de la murette qui est un récit d'une enfance remémorée à Constantine,,,, et le premier d'une trilogie qui explore la formation d'une élite féminine algérienne à l'École normale juste après l'indépendance algérienne. Ce roman a une dimension autobiographique et est conté à la première personne.
Ce premier roman de la trilogie est suivi de L'Albatros, publié en 2004 et qui est le récit du combat d'une femme face à la maladie,. Bariza, surnommée l'Albatros décide de devenir pêcheur, un métier normalement réservé aux hommes pour nourrir ses enfants.
Le troisième roman de la trilogie, publié en 2005 est Bab El Kantara, une narration de la formation de jeunes filles à l'École normale,.

Cette trilogie recourt à un style évoquant les émotions et les souvenirs de sa jeunesse, et le souvenir de sa ville natale, Constantine, qui provoque une nostalgie de l'autrice « Sais-tu, Constantine, que tu me fais souffrir ? ». Najia Abeer voue une véritable passion à sa ville natale, plus particulièrement au quartier ancestral de la Souika, se consacrant à la défense des remparts auprès du CRI de Constantine, un club de réflexion et d'initiatives. Elle témoigne aussi du passé colonial de la ville et de l'indépendance : 

« Des poudrières, il y en avait dans tout le pays. J'étais encore trop jeune pour ces grands mots : révolution, guerre, moudjahidins, djihad, mais mon esprit s'y formait. Les soldats et leurs violentes incursions dans les maisons, les rues, les boutiques, et tous ces hommes qui disparaissaient pour ne plus revenir, étaient là pour nous rappeler qui était le plus fort, qui était le chasseur et qui était le traqué. »

## Œuvres
- Constantine : et les moineaux de la murette : roman, Editions barzakh, 2003 (ISBN 9961-892-46-1 et 978-9961-892-46-6, OCLC 54454903).
- L'albatros : roman, Marsa, 2004 (ISBN 2-913868-50-9 et 978-2-913868-50-2, OCLC 56358558)[19],[20],[21].
- Bab El Kantara : roman, APIC, 2005 (ISBN 9961-769-16-3 et 978-9961-769-16-4, OCLC 62393340)[22].